# JOB&JOY
『JOB&JOY』（ジョブアンドジョイ）は、井上かーくによる日本の4コマ漫画作品。『まんがタイムきらら』（芳文社）にて、2011年9月 - 11月号のゲスト掲載を経て2012年6月号から2014年3月号にかけて連載された。

## あらすじ
幼なじみの女子高生三人組、舞花・優也・綾奈と、彼女らがアルバイトをするハンバーガーショップ「MIRACLE BURGER」を中心に繰り広げられるドタバタ系コメディ作品。

## 登場人物
野田 舞花（のだ まいか)
本作品の主人公。元気な性格の女子高生。
優也・綾奈たちとともに一緒の店で働くきっかけを作ったのだが、勤務中に居眠りしかけたり、レジを故障させたりと、ムードメーカーであるとともにトラブルメーカー。言葉の噛みグセがある。
六実 優也（むつみ ゆうや）
舞花の幼なじみであり、高校の同級生。
ゲームやプリンが好物。成績・運動神経はともにすぐれるが、クールで抜け目のない性格。笑顔が苦手。
逆井 綾奈（さかい あやな）
舞花・優也の幼馴染。彼女らとは別の高校に通っている。
お母さんのような性格とされ、勤務中にスキを見てはおふざけに走る舞花たちを御している。可愛いキャラが好み。
店長
「MIRACLE BURGER」の店長で、勤務シフト表の作成やアルバイトの雇用などにかかわっている様子。
強面のため、舞花たち（とくに綾奈）からは怖がられているが、その顔をネタにいじられることもよくある。
馬込沢 利英（まごめざわ りえ）
舞花たちの先輩にあたる「MIRACLE BURGER」店員。
「りえちゃん先輩」と呼ばれ、店長と舞花たちの間に入って言伝をうけもったり面倒を見たりしている。頼りになったりならなかったりする。

## 書誌情報等

### 単行本
芳文社より「まんがタイムKRコミックス」として刊行、全2巻。
1. 2013年4月11日発行 ISBN 978-4-8322-4281-4
2. 2014年3月27日発売 ISBN 978-4-8322-4422-1